# Варваринський рудник
Варваринський рудник – виробничий майданчик на північному заході Казахстану, створений для розробки однойменного золото-мідного родовища.
В 2007 році на руднику випустили перший зливок золотого сплаву Доре, а у 2008-му почалось продукування золото-мідного концентрату. Відомо, що в 2015-му з родовища отримали 3 тони золота та 1,6 тисяч тон міді.
Розробка ведеться відкритим способом, при цьому було споруджено три кар’єри – Південно-Західний, Північно-Східний (кожен з них має по 3 ділянки) та Прирічний. Станом на 2015 рік глибина Північно-Східного кар’єру досягнула 140 метрів. Станом на 2019-й роботи велись лише на тільки-но введеному в експлуатацію кар’єрі Прирічний, відпрацювання якого завершили в 2022-му із досягненням глибини у 115 метрів. Враховуючи виснаження родовища, в 2020-му звідси на Комаровський рудник перемістили електричний екскаватор виробництва Новокраматорського машинобудівного заводу типу ЭШ-10/70. 
Для переробки руди у складі гірничодобувного комплексу спорудили Варваринську збагачувальну фабрику. Знаходження для неї нових джерел постачання руди (на додачу до власне Варваринського родовища) дозволило ухвалити рішення про продовження роботи Варваринського рудника до 2035 року з метою відпрацювання залишкових запасів руди, які станом на 2019-й оцінювались у 13,9 млн тон, з них 9,4 млн тон золотовмісної руди. В першій половині 2020-х анонсували проект розробки, за яким продовжаться роботи на Південно-Західному кар’єрі із доведенням його до глибини у 240 метрів та невеликій ділянці Північно-Східний-III із вилученням руди до глибини у 40 метрів.
Первісно проектом опікувалась компанія АТ «Варваринское», яка в 2009-му продала його російській компанії Polymetal (в подальшому також придбала правами на казахські золотоносні родовища Комаровське та Бакирчик).